# Marks & Spencer

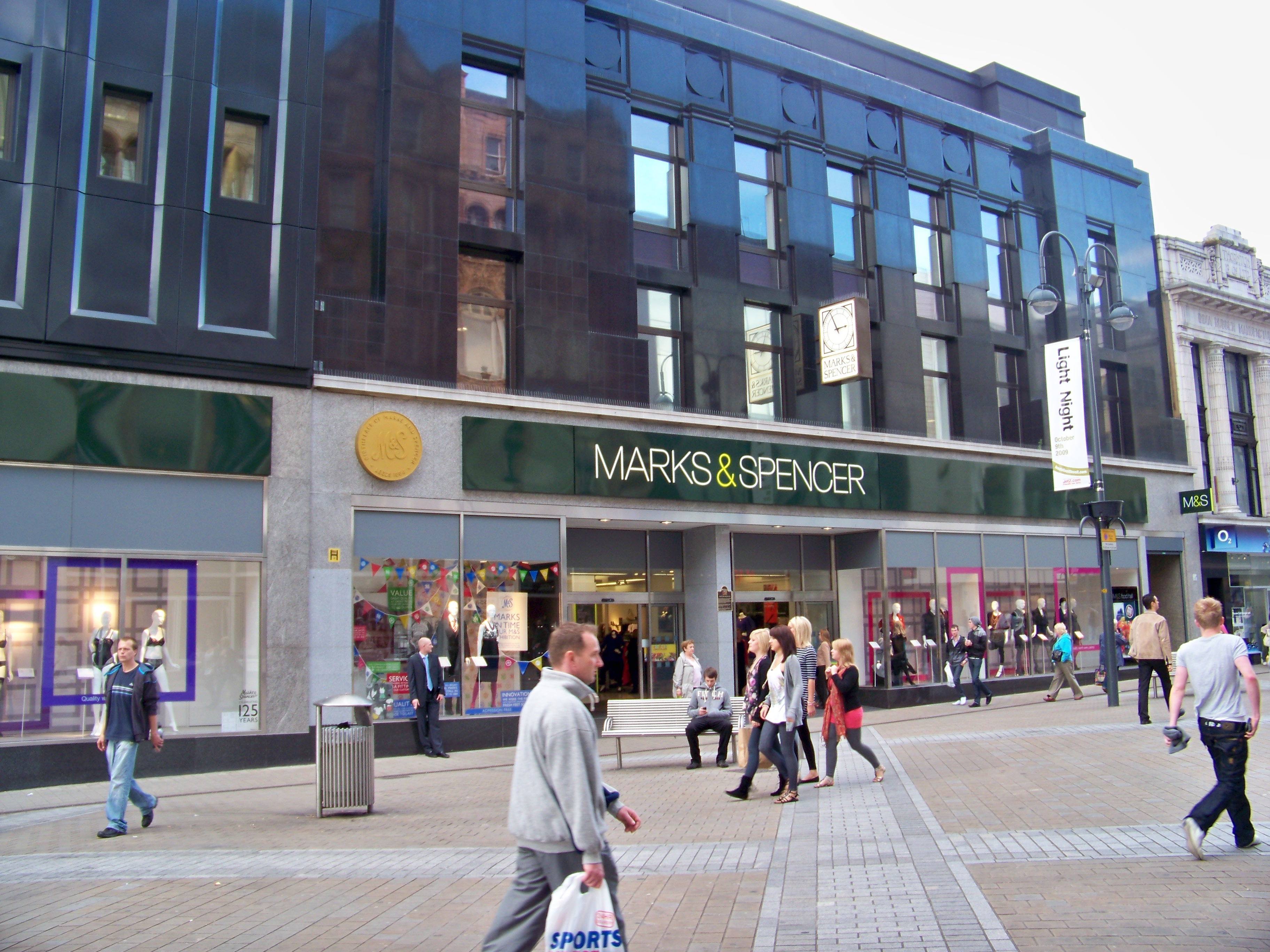
Marks & Spencer în Leeds.

Marks & Spencer (M&S) este un lanț de magazine din Marea Britanie care comercializează îmbrăcăminte, produse pentru casă și produse alimentare.
În anul 2008, M&S avea 75.000 de angajați și deținea peste 600 de magazine în Marea Britanie și peste 275 de magazine în 39 de locații în întreaga lume.
Veniturile Marks & Spencer pentru anul fiscal 2006/2007 au fost de 8,5 miliarde lire sterline.